# 63305 Bobkepple
Bobkepple (asteróide 63305) é um asteróide da cintura principal, a 2,698271 UA. Possui uma excentricidade de 0,1562985 e um período orbital de 2 089 dias (5,72 anos).
Bobkepple tem uma velocidade orbital média de 16,65498977 km/s e uma inclinação de 5,55727º.
Este asteróide foi descoberto em 17 de Março de 2001 por David Healy.